# Jillian Murray
Jillian Leigh Murray (ur. 4 czerwca 1984 w Reading) – amerykańska aktorka.
Jej twarz i sylwetka posłużyły twórcom serii gier Mass Effect jako wzór do stworzenia postaci Liary T’Soni, będącej przedstawicielką rasy asari.

## Filmografia

### Filmy
| Rok  | Tytuł                           | Rola            | Uwagi                            |
| ---- | ------------------------------- | --------------- | -------------------------------- |
| 2003 | Deep Toad                       | Natashia        |                                  |
| 2005 | Pięćdziesiąt tabletek           | Jayne           |                                  |
| 2005 | One Night With You              | Brianna         |                                  |
| 2006 | The Fun Park                    | Megan Davis     | film DVD                         |
| 2008 | Legacy                          | Megan Woods     | film DVD                         |
| 2008 | Wielki film                     | Heather         |                                  |
| 2009 | American High School            | Gwen Adams      | film DVD                         |
| 2009 | Knuckle Draggers                | Amy             | inny tyt. Alpha Males Experiment |
| 2009 | Forget Me Not                   | Lex Mitchell    |                                  |
| 2009 | The Graves                      | Abby Graves     |                                  |
| 2010 | Wild Things: Foursome           | Brandi Cox      | film DVD                         |
| 2011 | Never Back Down 2: The Beatdown | Eve             |                                  |
| 2011 | Cougar Hunting                  | Penelope        |                                  |
| 2012 | Bad Ass: Twardziel              | Lindsay         |                                  |
| 2012 | Visible Scars                   | Stacy           |                                  |
| 2014 | Śmiertelna gorączka 3           | Penny           |                                  |
| 2014 | Mantervention                   | Madisyn         |                                  |
| 2015 | My Favorite Five                | Shelly          |                                  |
| 2015 | The Squeeze                     | Natalie         |                                  |
| 2015 | Windsor Drive                   | Jordana         |                                  |
| 2017 | You Can’t Have It               | Sandra          |                                  |
| 2019 | A Kiss on Candy Cane Lane       | Jennifer Monroe |                                  |
| 2020 | Zabójcze sekrety (Overlook)     | Carrie          |                                  |
| 2021 | Christmas in the Pines          | Ariel Colt      |                                  |
| 2022 | An Unlikely Angel               | Janie Caswell   |                                  |
| 2022 | Forgotten                       | Stacy Walker    |                                  |

### Telewizja
| Rok       | Tytuł                             | Rola                | Uwagi            |
| --------- | --------------------------------- | ------------------- | ---------------- |
| 2006      | Drake i Josh                      | Dziewczyna Drake’a  | 2 odc.           |
| 2007      | Cheerleader Camp                  | Georgie             | film TV          |
| 2009      | Słoneczna Sonny                   | Portlyn             | 4 odc.           |
| 2010      | Sposób użycia                     | młoda kobieta       | 1 odc.           |
| 2011      | Inna                              | Olivia [Jenna Plus] | 1 odc.           |
| 2015      | Down Dog                          | panna Berndhardt    | niesprzed. pilot |
| 2015      | Z premedytacją                    | Suzy Q              | 3 odc.           |
| 2015–2017 | Code Black: Stan krytyczny        | dr Heather Pinkney  | w gł. obsadzie   |
| 2018      | A Dangerous Date                  | Alexis              | film TV          |
| 2019      | Prescription for Love             | Claire              | film TV          |
| 2021      | Deadly Radio Romance              | Hailey              | film TV          |
| 2022      | Zabójcza macocha (Killer Stepmom) | Susanna             | film TV          |
| 2023      | Christmas Keepsake                | Elizabeth           | film TV          |